# Ardisia oligantha
Espèce
Synonymes
- Afrardisia oligantha Gilg & G.Schellenb.[2] [3]
- Anguillaria pyramidalis Cav.[2]
- Anguillaria serrata Cav.[2]
- Ardisia abanii B.C.Stone[2]
- Ardisia candolleana Mez[2]
- Ardisia dataensis Mez[2]
- Ardisia dissitiflora Baker[2]
- Ardisia mindorensis Merr.[2]
- Ardisia oligantha (Gilg & G.Schellenb.) Taton (Gilg & G.Schellenb.) Taton (préféré par UICN)[3]
- Ardisia oligantha (Gilg & G.Schellenb.) Taton[2]
- Ardisia oligantha Baker[2]
- Ardisia oligantha Elmer[2]
- Ardisia pyramidalis (Cav.) Pers.[2]
- Ardisia whitfordii Mez[2]
- Oncostemum dissitiflorum (Baker) Mez[2]

Statut de conservation UICN

 CR A1c+2c : 
En danger critique
Ardisia oligantha est une espèce de plantes à fleurs de la famille des Primulaceae (classification APGIII, ou des Myrsinaceae dans des classifications précédentes). Elle est considérée comme en danger critique d'extinction, voire disparue.

## Description
Cette plante herbacée a été initialement nommée Afrardisia oligantha par Gilg et G.Schellenberg en 1912, puis renommée Ardisia oligantha par Auguste Simon Taton en 1979 qui est le nom correct à présent.
Elle est classée dans l'index international des noms des plantes, l'IPNI.
Cette espèce a été déclarée en danger critique d'extinction selon les critères de l'Union internationale pour la conservation de la nature (IUCN) en 2000.
Elle aurait potentiellement complètement disparu de nos jours.

## Habitat et distribution géographique
Cette plante a été uniquement collectée sur le mont Cameroun et il est à présent supposé qu'elle a complètement disparu depuis les années 2000.
Son habitat serait préférentiellement la forêt, dans des zones subtropicales, en montagne ou basse montagne.

## Conservation

### Critiquement en danger
Cette espèce a été déclarée comme en danger critique d'extinction, voire déjà éteinte, par M. Cheek et S. Cable en 2000 et est sur la liste rouge de l'UICN. La principale cause de sa disparition/mise en danger est la déforestation et la destruction de sa sphère écologique native.

### Action pour sa conservation
Il a été suggéré que l'itinéraire suivi par Weberbauer, qui a collecté le seul spécimen connu de Ardisia oligantha sur le mont Cameroun, soit retracé pour chercher s'il existe encore des variétés de cette plante.